# Rusificación de Ucrania

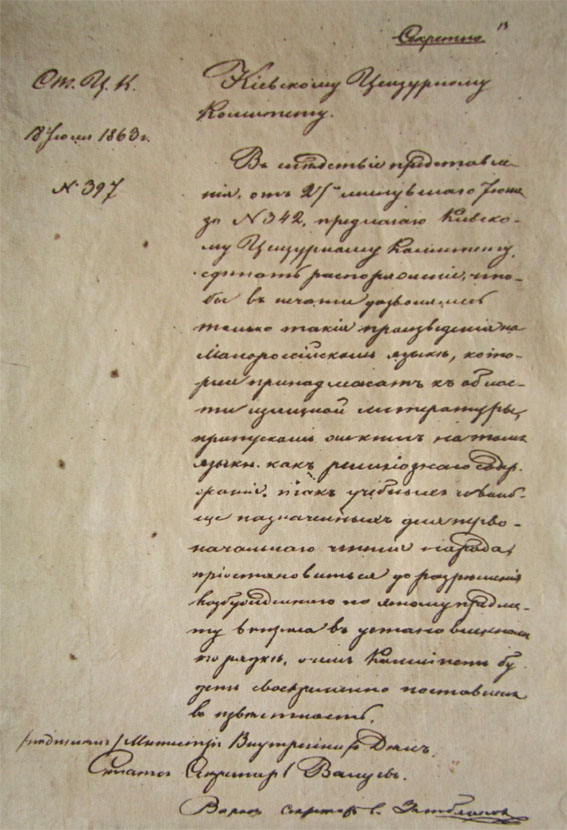
La circular de Valúev, promulgada por el ministro del Interior del Imperio ruso, afirmando que el idioma ucraniano "nunca existió, no existe y no puede existir".

La rusificación de Ucrania fue un cuerpo de leyes, decretos y otras acciones llevadas a cabo, primero por las autoridades imperiales rusas y después por las soviéticas, para fortalecer la posición rusa en los ámbitos nacional, político y lingüístico en Ucrania. La rusificación se ha visto como parte de una política de genocidio relacionada con la hambruna holodomor por Raphael Lemkin y otras fuentes.

## Historia

### Imperio ruso
En 1720, el zar Pedro I de Rusia promulgó un decreto en el cual ordenaba la depuración de todos los elementos lingüísticos ucranianos en la literatura teológica impresa en los establecimientos tipográficos ucranianos. Más tarde la emperatriz Catalina II de Rusia envió una orden secreta al knyaz Aleksandr Alekséievich Vyázemski (fiscal general del Imperio ruso desde 1764 hasta 1792) en la cual le conminaba a instituir un programa de rusificación para las provincias de Ucrania ("Maloróssiya", o "Pequeña Rusia"), Livonia y Finlandia, "empleando métodos de mano blanda" para que "se rusificaran y dejaran de parecer lobos del bosque". En la opinión de Vladímir Vernadski, Moscú ya había definido, para el siglo XVII, una política a largo plazo de absorción de Ucrania y la liquidación de las bases de su vida cultural local. En 1862, todas las escuelas dominicales ucranianas, que ascendían a más de 100 en esa época, fueron abolidas y proscritas. En 1863, el ministro del Interior Piotr Valúev promulgó la llamada Circular de Valúev, en la cual afirmó que el idioma ucraniano "nunca existió, no existe y no puede existir". En 1876, el zar Alejandro II de Rusia promulgó el Ukaz de Ems, un decreto secreto prohibiendo el uso del idioma ucraniano en la impresión de documentos, con la excepción de la reimpresión de documentos antiguos.

### Período soviético
Después de la Primera Guerra Mundial, la cultura ucraniana fue revivida gracias la política bolchevique de korenización ("indigenización"). Si bien esta política estaba diseñada para reforzar el poder de los cuadros locales del Partido, también estaba reñida con el concepto de un pueblo soviético con una herencia rusa compartida. Durante el mandato de Stalin, la "korenización" fue relegada a un segundo plano frente a la idea de una Unión Soviética unida, donde la competición entre las distintas culturas nacionales ya no se toleraba, y el idioma ruso se convirtió cada vez más en el único idioma oficial del comunismo soviético.

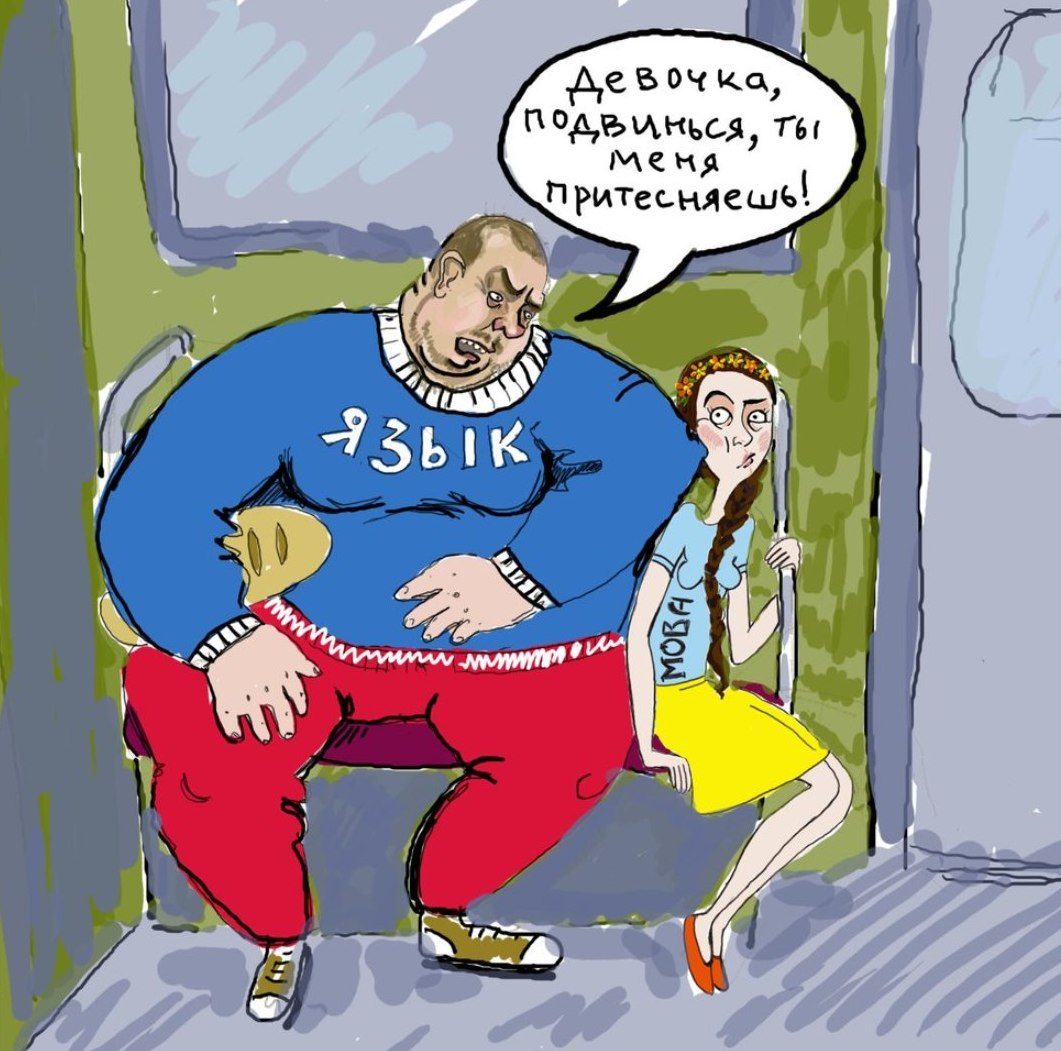
La caricatura de Vídsich representa al rusohablante increpando a la muchacha ucrainófona por discriminarlo.

Las políticas soviéticas de colectivización de las granjas agrícolas e introducción de la industrialización trajeron consigo una amplia campaña contra las "desviaciones nacionalistas," lo que en Ucrania se tradujo en el final de la política de "korenización" y en un asalto contra la élite política y cultural. La primera oleada de purgas, que tuvo lugar entre 1929 y 1934, tuvo como objetivo la generación revolucionaria del Partido, que en Ucrania incluía muchos partidarios de la ucranianización.  Las autoridades soviéticas apuntaron específicamente al comisario de Educación en Ucrania, Mykola Skrýpnyk, por promover unas reformas del idioma ucraniano que eran vistas como peligrosas y contrarrevolucionarias;  Skrýpnyk se  suicidó en 1933. La siguiente oleada de purgas políticas, la cual tuvo lugar entre 1936 y 1938, eliminó a gran parte de la nueva generación de políticos que habían reemplazado a quienes perecieron en la primera oleada. Las purgas redujeron a la mitad el número de miembros del Partido Comunista de la RSS de Ucrania, y los mandos políticos ucranianos purgados fueron reemplazados en su mayor parte por los cuadros enviados desde la RSFS de Rusia, que también sufrieron muchas "rotaciones" debido a las purgas de Stalin.
Durante la Segunda Guerra Mundial, la rusificación se vio interrumpida brevemente cuando las fuerzas del Eje ocuparon grandes zonas de Ucrania. Sin embargo, la rusificación de las zonas de Ucrania ocupadas por los soviéticos se intensificó en 1938 bajo las órdenes de Nikita Jruschov, entonces secretario del Partido Comunista de la RSS de Ucrania. Tras el final de la guerra, Ucrania Occidental fue incorporada a la Unión Soviética, y la mayoría de los intelectuales ucranianos prominentes que vivían allí fueron purgados o deportados a Siberia. Leonid Brézhnev continuó la política de rusificación de Jruschov en la Ucrania de posguerra.

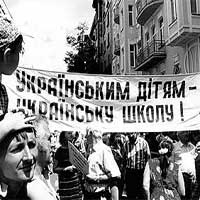
Manifestación de reivindicación de la enseñanza en ucraniano. El cartel reza "¡Escuela ucraniana para niños ucranianos!".

En los años 60, el idioma ucraniano empezó a ser usado más amplia y frecuentemente a pesar de esta política. En respuesta a ello, las autoridades soviéticas centraron su atención en la implementación de la educación básica en ruso. Tras 1980, las clases en idioma ruso fueron instituidas a partir de la educación primaria. En 1990, el ruso se convirtió legalmente en el idioma oficial de toda la Unión Soviética, con sus repúblicas constituyentes teniendo el derecho a declarar sus propios idiomas oficiales.

### Consecuencias
La política de rusificación fue más intensa en Ucrania que en otras partes de la Unión Soviética, por lo que este país contiene ahora el grupo más grande de rusófonos que no son rusos étnicos: en 2009 había en torno a 5,5 millones de ucranianos cuya lengua materna era el ruso. Los hablantes de ruso son más numerosos en la mitad sudoriental del país, mientras que tanto el ruso como el ucraniano son usados por igual en el centro, y el ucraniano es la lengua dominante en el oeste. Algunos de estos "ucranianos rusificados" hablan ruso, mientras que otros hablan una mezcla de ucraniano y ruso conocida como "súrzhyk"; muchos de ellos también tienen cierto dominio del idioma ucraniano. Las estimaciones de su prevalencia en el país varían, pero según distintos estudios, los "ucranianos rusificados" constituyen entre un tercio y la mitad de la población total de Ucrania.

## En la Ucrania postsoviética

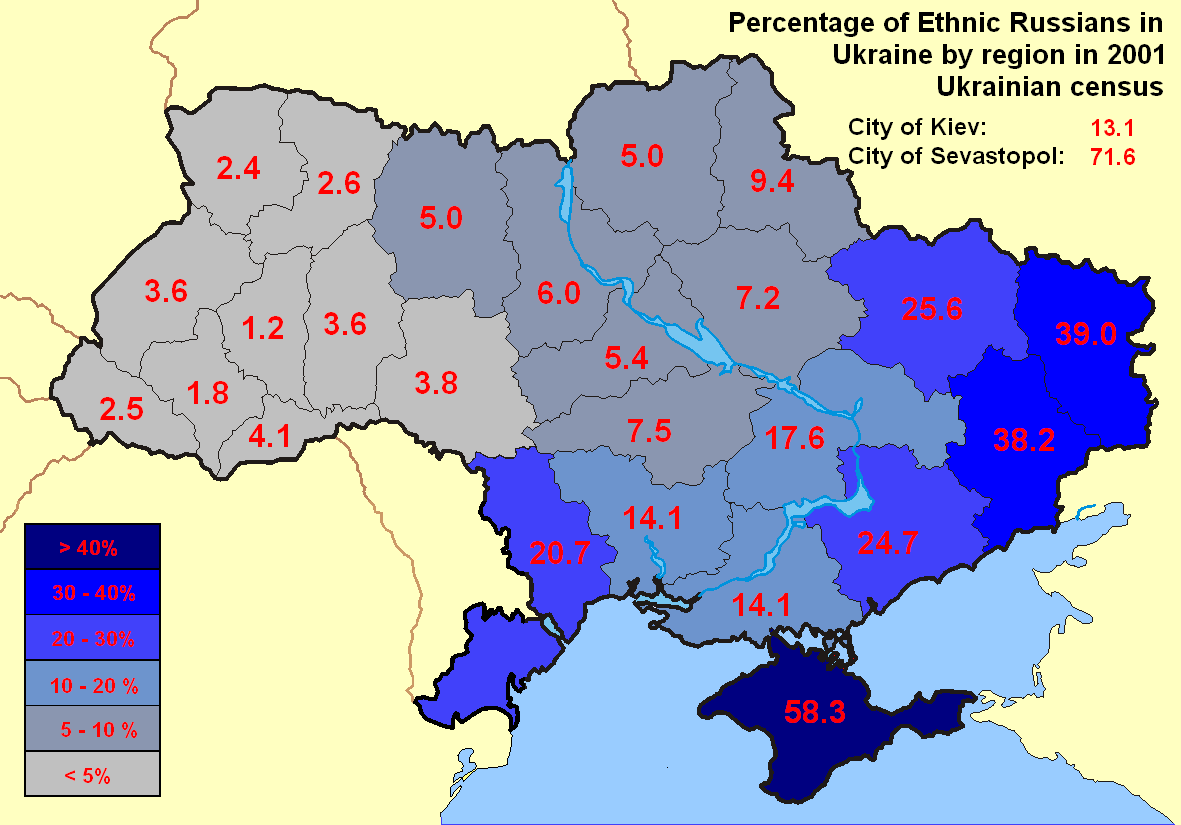
Rusos étnicos por regiones de Ucrania (censo de 2001)

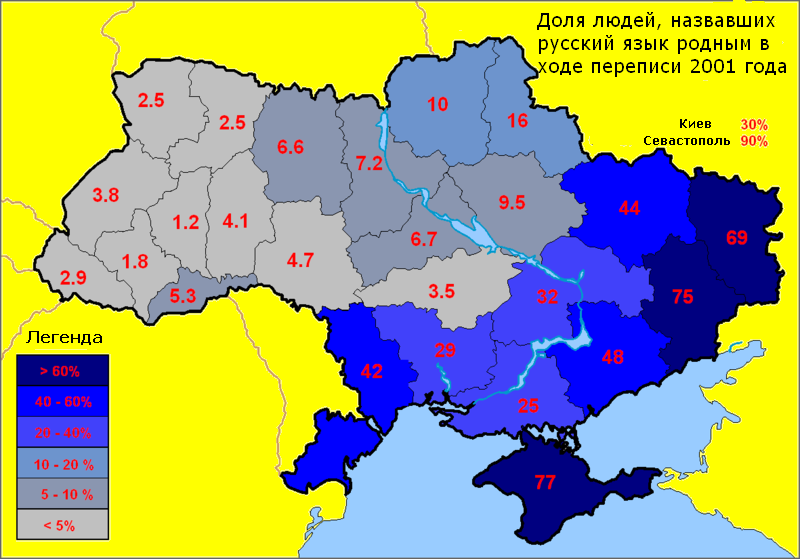
Habitantes con el ruso como lengua materna por regiones de Ucrania (censo de 2001)

### Después de la independencia (1991-2012)
En la Ucrania postsoviética, el ucraniano sigue siendo el único idioma oficial en el país; sin embargo, en 2012, el presidente Víktor Yanukóvich introdujo un proyecto de ley reconociendo "lenguas regionales", en virtud del cual el idioma ruso en particular podría ser usado oficialmente en las zonas predominantemente rusófonas de Ucrania, en escuelas, tribunales  e instituciones gubernamentales. Mientras que el proyecto de ley fue apoyado por los ucranianos en las regiones  del este y el sur del país, esta legislación generó protestas en Kiev, donde los representantes de los partidos de la oposición argumentaron que esta ley dividiría aún más al país entre sus partes ucranianoparlantes y rusoparlantes, y haría del ruso un idioma oficial de facto allí.
La televisión y otros medios de comunicación en Ucrania trabajan en ambos idiomas. En Ucrania (y, en menor medida, Kazajistán) ha habido intentos de hacer de sus idiomas oficiales los principales idiomas en los medios de comunicación y la prensa (lo cual se conoce como desrusificación en esos países), cuyo éxito ha sido limitado.[cita requerida]

## Cronología de los actos de rusificación más llamativos
- 1690. Prohibición por parte de la Iglesia Ortodoxa Rusa de libros parroquiales impresos en la lengua literaria ucraniana de esa época, y los primeros casos de su destrucción (Esta política comenzó inmediatamente después de la transferencia del Hetmanato cosaco al protectorado ruso) [21]
- 1720. Decreto de Pedro I que prohíbe la impresión de libros en idioma ucraniano en las imprentas de Kiev y Cherníhiv [22]
- 1764. Instrucción de Catalina II sobre la rusificación de Ucrania, Smolensk (territorio étnico bielorruso), los Estados bálticos y Finlandia (en ruso: обрусение) [23]
- 1784. Prohibición total de la educación primaria en idioma ucraniano en el territorio del Imperio Ruso [24]
- 1775. Destrucción de Sich de Zaporiyia , la transformación de la población ucraniana en siervos de los nobles rusos [25]

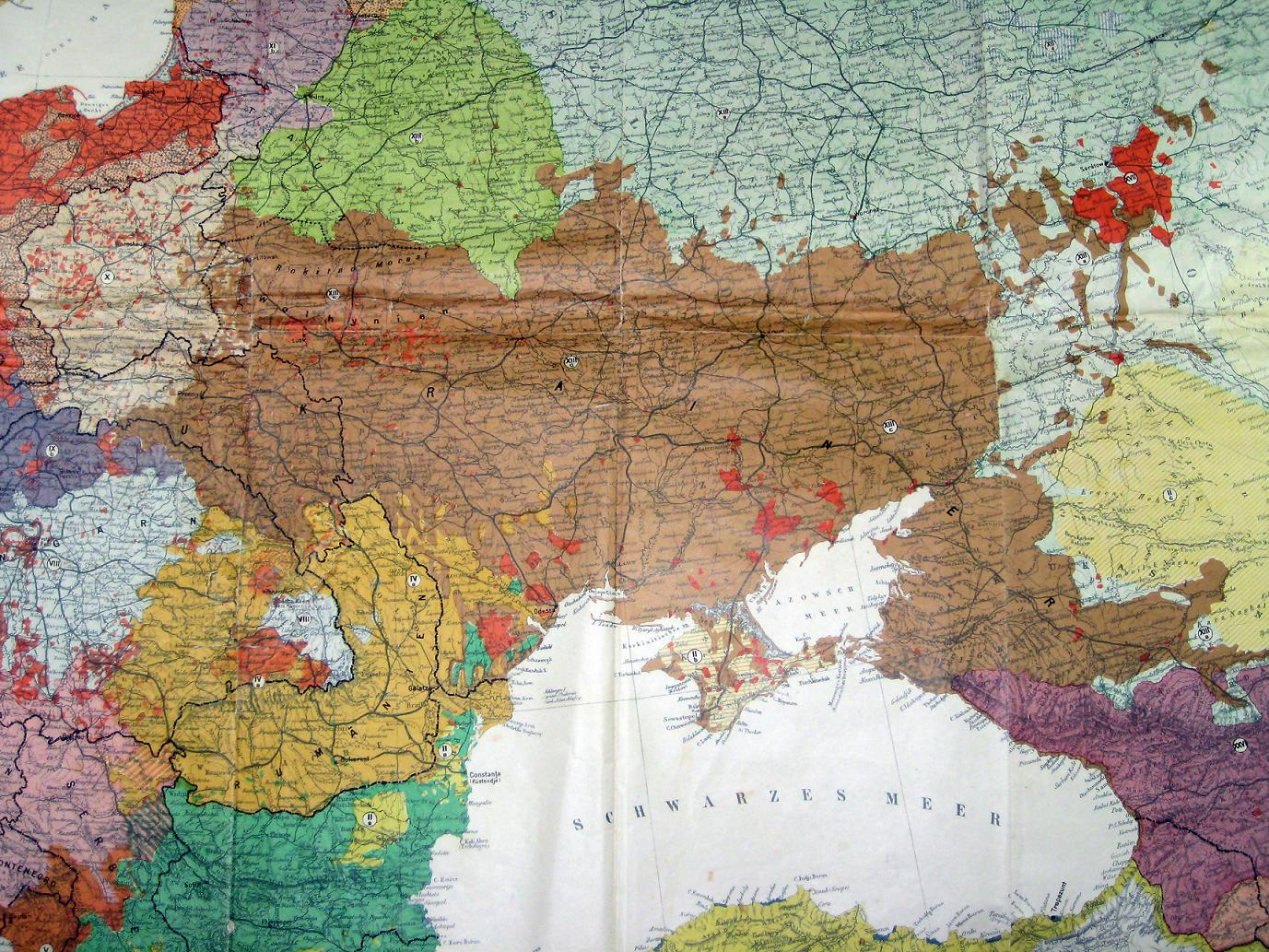
El territorio de residencia de los ucranianos

- 1786. Prohibición del uso del idioma ucraniano en los servicios religiosos y la enseñanza del idioma ucraniano en las instituciones de educación superior.
- 1831. Abolición de la Derecho de Magdeburgo en las ciudades, que hacía imposible llevar a cabo procedimientos judiciales en idioma ucraniano.
- 1862. Las escuelas parroquiales ucranianas cierran. Se ha interrumpido la publicación de la revista literaria, científica y política ucraniana "Osnova".
- 1863. La circular de Pedro Valúev, en el que declaró que "No había idioma ucraniano, no lo hay y no puede haberlo, y cualquiera que no comprenda este hecho es un enemigo de Rusia" [26]

Pedro Valúev, Ministro del Interior de Rusia (1861-1868) y Presidente del Comité de Ministros de Rusia (1879-1881)

- 1876. Ukaz de Ems. Prohibición de importar libros ucranianos del extranjero, prohibición de obras de teatro ucranianas. Durante el concierto, el coro de Mykola Lysenko se vio obligado a cantar la canción popular ucraniana "Rain" en francés.
- 1881. Ley que permite la impresión de diccionarios en idioma ucraniano, pero con ortografía rusa.
- 1882. El gobierno ruso ordena a los censores que controlen estrictamente la prevención de traducciones de literatura extranjera al ucraniano.
- 1887. El censor devolvió el manuscrito de la gramática de la lengua ucraniana sin leerlo y escribió al autor que "no es necesario permitir la publicación de la gramática de una lengua condenada a la inexistencia".
- 1888. Decreto del emperador Alejandro III "Sobre la prohibición del uso del idioma ucraniano en las instituciones oficiales y la prohibición de bautizar a niños con nombres ucranianos" [27]
- 1889. En Kiev, durante el congreso arqueológico, se permite leer discursos en todos los idiomas excepto el ucraniano.
- 1894. Prohibición de importar libros ucranianos del extranjero.
- 1895. Prohibición de publicar libros infantiles ucranianos.
- 1903. En la inauguración del monumento al escritor Iván Kotliarevski en Poltava, no se permitía hablar en ucraniano [28]
- 1905. El Gabinete de Ministros de Rusia rechazó la solicitud de las universidades de Kiev y Járkov de levantar la prohibición del idioma ucraniano, calificándola de "poco práctica".
- 1906 y 1907. Cierre del periódico en ucraniano "Prosvita" en Odesa y Mykolaiv
- 1908. Decreto del Senado que "la mejora de la educación en Ucrania es perjudicial y peligrosa para Rusia".
- 1910. Decreto de Stolypin sobre la inclusión de los ucranianos en la categoría de extranjeros y sobre la prohibición de la creación de cualquier organización política ucraniana.
- 1913. El director del distrito educativo de Kiev emitió una orden que prohibía a los alumnos y estudiantes asistir a representaciones teatrales ucranianas.
- 1914. Prohibición de celebrar el centenario del nacimiento del principal escritor ucraniano, Tarás Shevchenko [29]
- 1922. Después de la Guerra de independencia de Ucrania liquidación del periódico "Prosvita" en el Kuban y en otros lugares de residencia de los ucranianos que pasaron a formar parte de la Rusia soviética.[30]
- 1929. Las primeras detenciones de intelectuales: figuras políticas y culturales ucranianas (resultó que la "ucranización" se llevó a cabo en la Ucrania soviética en la década de 1920 para identificar a las futuras víctimas de la represión)
- 1933. Durante el Holodomor se publicó el telegrama de Stalin sobre el fin de la ucranización.

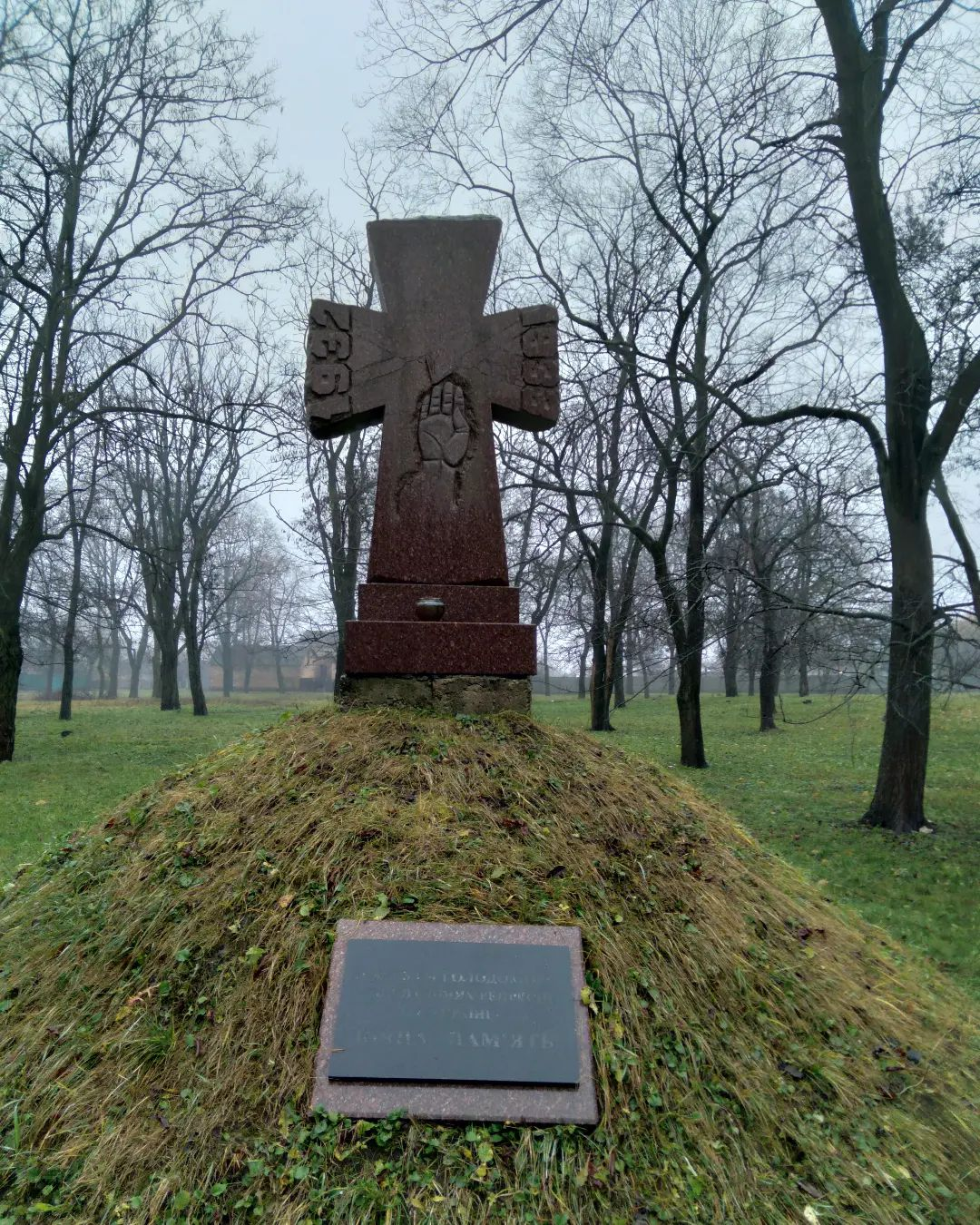
Uno de los monumentos a las víctimas del Holodomor

- 1937. Los servicios especiales soviéticos fusilan a la mayoría de los representantes de la élite intelectual ucraniana (los que no fueron fusilados fueron enviados al Gulag o se suicidaron bajo presión de las autoridades)
- 1938. Resolución del Kremlin sobre el estudio obligatorio de la lengua rusa en las escuelas de la Ucrania soviética.
- 1958. Resolución del Partido Comunista sobre la transición de las escuelas ucranianas al idioma de instrucción ruso. El 17 de septiembre de 1959 la Verjovna Rada de la República Socialista Soviética de Ucrania adoptó la resolución correspondiente.
- 1961. XXII Congreso de los Comunistas: el nuevo programa del partido sobre la "fusión de las naciones en un solo pueblo soviético"
- 1970. Orden del Ministerio de Educación de la URSS sobre la redacción y defensa de todas las tesis de diploma únicamente en ruso.
- 1975. Las obras de escritores ucranianos se publican en forma abreviada debido a la censura soviética.
- 1980. Nuevas detenciones de intelectuales y disidentes ucranianos, que luego son castigados por las autoridades en forma de psiquiatría punitiva.
- 2014. En los territorios ocupados por Rusia en el este de Ucrania, las escuelas pasaron al idioma de instrucción ruso. El ejército ruso incautó y quemó libros ucranianos y demolió monumentos a los hetmanes ucranianos [31]
- 2016. Después de 2 años de ocupación de Crimea por parte de Rusia, solo funcionaba una escuela de lengua ucraniana en el territorio de la península. Formalmente, se permite enseñar ucraniano, pero extraoficialmente tales intentos se bloquean activamente [32]
- 2019. Se reformateó la última escuela ucraniana declarada - y, según los padres, en la escuela ucraniana "declarada" de facto todas las materias se imparten en ruso [33]
- 2022. Discurso del diputado de la Duma Estatal Evgueni Fiódorov al presidente del Ministerio de Ciencia de la Federación de Rusia sobre la creación del Instituto para la Regulación de los Estándares del Idioma Ucraniano en Rusia.[34] Las tropas rusas en los territorios temporalmente ocupados confiscaron y destruyeron la literatura ucraniana y los libros de texto de historia de Ucrania y obligaron a los profesores locales a llevar a cabo el proceso educativo en las escuelas exclusivamente en ruso.[35] Las autoridades ocupantes de Crimea crearon los llamados campos de reciclaje para profesores del sureste de Ucrania con el objetivo de transferirlos a los "estándares educativos rusos" [36] [37]
- 2023. En los territorios temporalmente ocupados, los rusos confiscaron libros ucranianos incluso de los fondos de las bibliotecas generales y escolares y los quemaron en salas de calderas [38]